# Palestina Segona
Palestina Segona (Palestina Secunda) fou una província romana creada el 358 per la divisió de la província de Palestina. La formaven Galilea i l'oest de Perea, és a dir la part nord de l'antiga província fins al Jordà. La resta de Perea va passar a la província d'Aràbia (abans Augusta Libanesa amb capital a Bosra).
Amb la reorganització administrativa de Dioclecià vers el 294 es van crear les províncies de Palestina (tota la zona de la costa fins al Jordà i alguns districtes a l'altre costat del Jordà, i des Fenícia al nord fins a la mar Morta) i la Palestina Salutaris (al sud, sud-est i sud-oest de la mar morta, amb la major part del Sinaí). La primera es va dividir el 358 en Palestina Prima i Palestina Secunda, i la segona va esdevenir més tard Palestina Tertia.
Palestina Secunda va tenir per capital a Escitòpolis (Scythopolis) i abraçava els districtes de Gaulanítida, Traconítida i Batanea, i la regió coneguda per Decàpolis (inclosa Hippos). Al nord, Banias romangué dins la província de Fenícia. Les principals ciutats eren Gadara, Abila, Capitolias, Hippos, Tiberias, Dio Caesareia, i Gabae.